# Jadwiga Łuszczewska
Jadwiga Łuszczewska (pseudonym: Deotyma), född 1 juli 1834 i Warszawa, död där 23 september 1908, var en polsk författare. 
Łuszczewska väckte på sin tid stort uppseende genom ovanlig improvisationstalang på en mängd områden i förening med ofantlig beläsenhet. En del av hennes alster utgavs 1854–58 i två delar under titeln Improwizacye i poezye. Av hennes brett anlagda diktcykel Polska w pieśni (Polen i sång) utkom endast spridda delar, varibland Lech (1859) och Sobieski pod Wiedniem (1894, Sobieski vid Wien), hennes största episka verk. Av mindre värde var hennes historisk-patriotiska dramer.  År 1863 följde hon sin far i förvisning till Sibirien, varifrån hon hämtade stoffet till sitt bästa romantiska skådespel, Branki w Jasyrze (1890), med motiv från Bajkalsjön.